# 栗田源藏
栗田源蔵（1926年11月3日—1959年10月14日）是日本一名連環殺手，曾經殺害8人。

## 谋杀案
栗田在1948年2月謀殺了他的两名女友。1951年8月8日，他强奸并谋杀了一名24岁妇女。之後他与女尸发生性关系。
1951年10月11日，他强奸并谋杀了一名29岁的妇女。他還把婦女的三个孩子从一个叫做おせんころがし的悬崖上扔下去。最終只有一人幸存。
1952年1月13日，栗田杀死了一名63岁的妇女和她24岁的侄女。之后他与侄女的尸体发生了性关系。警察在犯罪现场发现了栗田的指紋。

## 逮捕、审判和处决
栗田于1952年1月16日被捕。
1952年8月12日，千葉地方裁判所以最近的两起谋杀案判处他死刑。1953年12月21日，宇都宮地方裁判所再度判处其死刑。他对判决提出上诉，但由于其精神狀態不稳定，他于1954年10月21日撤回上诉。他被认为患有神经症，并且隨時可能自殺。1956年5月10日，要求執行栗田的死刑判決的檢察官在国会曾與他人展開辯論。栗田最終于1959年10月14日在宮城刑務所被处决。

## 另見
- 死刑辩论